# Gerardiina
Gerardiina é um género botânico pertencente à família Orobanchaceae.

## Espécies
- Gerardiina angolensis
- Gerardiina kundelungensis